# فن‌سالاری
فن‌سالاری یا تکنوکراسی (به انگلیسی: Technocracy) در اصطلاح به حکومت تکنیک گفته شده‌است که در آن نظام سیاسی، اقتصادی و اجتماعی باید به وسیلهٔ صاحبان فن اداره شود. به دیگر سخن فن‌سالاری به مفهوم هواداری از رهبری ارباب فن است که بر ماشینیسم و دانش فنی و مهارت‌های فناورانه تکیه دارد و همان‌ها یعنی مهندسان، دانشمندان و تکنوکرات‌ها باید فعالیت‌های اقتصادی و سیاسی را رهبری کنند. اما در صنعت بیشتر به مفهوم تفکری است که تنها راه دستیابی به فناوری را، انتقال فناوری از غرب یا شراکت (سرمایه‌گذاری مشترک) با شرکت‌های غربی می‌داند.

## تاریخچه
نهضتی بنام فن‌سالاری در سال ۱۹۳۲ در آمریکا به وجود آمد که مرکز آن دانشگاه کلمبیا بود. در بحبوحهٔ بحران بزرگ اقتصادی آمریکا که اقتصاددانان و سیاست‌مداران از غلبهٔ بر آن عاجز بودند گمان می‌رفت که شاید مهندسان و فن سالاران قادر به مهار آن باشند. در واقع این نهضت واکنش رکود بزرگ بود.
از آن پس حکومت ارباب فن هوادار چندانی نیافت و این عقیده رایج شد که مغزها و دست‌های تکنوکرات‌ها هر اندازه که خوب چرخ‌های فناوری جدید را بچرخاند دلیل آن نیست که بتواند چرخ‌های حکومت را هم به خوبی به گردش درآورند. به ویژه که در عصر ما فناوری خود به سبب داشتن عارضه‌های منفی مورد انتقاد و نکوهش برخی از متفکران اجتماعی قرار گرفته‌است.
اصطلاح تکنوکراسی یا فن سالاری در سال ۱۹۱۹ توسط ویلیام هنری اسمیت، نویسنده آمریکایی، ساخته شد و با ساخت آن پیشنهاد «حکومت فنکاران» را نیز ارائه کرد. هواداران فن‌سالاری پس از جنگ جهانی اول به مطالعه وضع اقتصادی ایالات متحده آمریکا پرداختند و یکی از ایشان به نام هووراد اسکات با نوشتن کتاب «مهندسان و سیستم قیمت» اصطلاح تکنوکراسی را رواج داد. اسکات بر آن بود که سیستم اقتصاد کنونی، که بر اساس سیستم قیمتها قرار دارد، کهنه شده‌است، زیرا با سیستم قیمت‌ها جامعه هر چه بیش‌تر وام‌دار می‌شود و در نتیجه قدرت خرید از پیشرفتهای فنی واپس می‌ماند و این واپس ماندگی نتایج گرانی برای قیمتها و ثبات اجتماعی دارد. از اینرو به نظر آنان باید واحد تازه‌ای برای سنجش ارزش در کار آید که اساس آن قوانین ثابت فیزیکی باشد. این واحد به نظر او «انرژی تولید» است. در این صورت حکومت به دست فن شناسان خواهد افتاد. این اصطلاح در دهه ۱۹۶۰ در فرانسه گسترش یافت و فرانسویان آن را ادامه نظریات فیلسوف فرانسوی سن-سیمون می‌دانستند.

## کاربرد در فرهنگ عمومی و سیاسی ایران
سید علی خامنه‌ای در فروردین ۹۲ در حرم رضوی، در نخستین سخنرانی جدی خود دربارهٔ انتخابات یازدهم ریاست جمهوری ایران، دولت سازندگی را فنسالار خواند، و تلویحاً از روش آن انتقاد کرد.
در جریان تبلیغات انتخابات یازدهم ریاست جمهوری، برخی محمدباقر قالیباف را فنسالار دانستند، و از او نقل کردند که در ۷ اسفند ۹۱ گفته‌است «"ممکن است که بگویند قالیباف، انسان فنسالاری است که باید بگوییم با این تعریف، فنسالار بودن چیز بدی نیست و به معنای استفادهٔ درست از ابزار خوب و مدرن است که برای پیاده‌سازی یک آرمان و یک عقل متصل به وحی الهی استفاده می‌شود" و اگر نخواهیم از آن استفاده کنیم باید به عقلمان شک کنیم، هر چند گاهی برخی افراد آن را ابزار سیاسی می‌کنند و طوری وانمود می‌کنند و مثلاً فکر می‌کنند اگر جایی که می‌توان با ویدئو کنفرانس حضور پیدا کرد، پیاده راه بروند و عرق بریزند و نصف روز حرکت کنند یعنی اجر و ثوابش بیش‌تر است، در اسلام چنین چیزی را نداریم و نفهمیدیم و همه اینها مواردی است که نیازمند یک مدیریت اجرایی است تا بتوانیم عقلانیت و معنویت را با همه ابزار و امکاناتی که جامعه و بشریت و علم و دانش در اختیارمان گذاشته استفاده کنیم.»، که در رسانه‌ها فقط قسمت اول سخن او ذکر شد.
محمدباقر قالیباف با رد سخنان منتقدان گفت: «بی‌بی‌سی هم به کمک برخی افراد می‌آید و با تقطیع حرف‌های من تبلیغ فنسالار بودن قالیباف را می‌کند و این کار همان کسانی است که در شعار فقط دم از انقلاب می‌زنند.» او در نفی فنسالار بودن خود گفت: «قالیبافی که در سن ۱۸ سالگی جلو تانک عراقی‌ها ایستاده، با تکنوکراسی چه قرابتی دارد؟» و «وقتی یک پل با عظمت که برخی فکر می‌کردند در عرض ۱۵ سال ساخته نمی‌شود تنها در ۲۲ ماه ساختیم، این به معنای فرهنگ جهادی است نه تکنوکراتی.» همسر قالیباف هم گفته‌است: «عمل‌گرایی قالیباف یکی از نقاط قوت وی بوده و همین امر نقطه تخریب برخی قرار گرفته و عنوان تکنوکرات بودن را به قالیباف نسبت می‌دهند.»
برخی رسانه‌ها هم از او نقل کرده‌اند که گفته‌است «تکنوکرات اگر هدف شود انحراف بزرگی است اما چه اشکالی دارد اگر همین تکنوکرات با عنوان ابزار سبب رشد و توسعه کشور شود؟»